# Johanne Defay
Johanne Defay (Le Puy-en-Velay, 19 de novembro de 1993) é uma surfista profissional francesa que está na World Women's Championship Tour. Tornou-se a primeira francesa a chegar no ranking mundial da WCT.

## Carreira
Johanne Defay iniciou a sua carreira de surfista profissional no WQS em 2011 e se classificou para o WCT de 2014. Johanne Defay se torna a primeira surfista francesa e européia em 2014, com seu 8º lugar a nível mundial no WCT. Historicamente, a França nunca tinha chegado a este ranking mundial.
Em 2 de agosto de 2015, Johanne Defay venceu a 6ª etapa do WCT em Huntington Beach, Califórnia, 23 anos após a última vitória de uma surfista francesa no circuito mundial feminino. Esta última vitória aconteceu "em casa" (Anne Gaëlle Hoareau, Reunion Island), e Johanne Defay foi a primeira a ganhar no exterior. Ela também é a primeira surfista a vencer uma etapa sem figurar entre as top 10 mundial (11º antes da competição).
Johanne Defay teve dificuldades para encontrar patrocinadores. Para as temporadas de 2014 e 2015, Defay não podia contar com o apoio de um patrocinador principal, assim como outras 16 meninas na World Tour, e criaram um projeto de crowdfunding no início de 2015 para financiar o seu ano. Com isto, ela conseguiu levantar os fundos necessários para uma temporada de sucesso (10 etapas: Austrália, Brasil, Fiji, EUA, França, Portugal, Hawaii) e tem um parceiro federado sobre seu projeto.

## Títulos
| Títulos no WCT |                            |                     |                |
| Ano            | Evento                     | Lugar               | País           |
| 2015           | Women's US Open of Surfing | Huntington Beach    | Estados Unidos |
| 2016           | Fiji Women's Pro           | Tavarua             | Fiji           |
| 2018           | Uluwatu CT                 | Bali                | Indonesia      |
| 2021           | Surf Ranch                 | Lemoore, California | Estados Unidos |
| 2022           | Roxy Pro G-Land            | Banyuwangi          | Indonesia      |